# 국제 오존층 보호의 날

1957년부터 2001년까지 오존

세계 오존층 보호의 날(International Day for the Preservation of the Ozone Layer)은 1987년 몬트리올 의정서가 채택된 것을 기념하기 위해 1994년 제 49회 국제 연합 총회에서 정한 기념일이다. 매년 9월 16일에 해당한다. 국제적인 기념일이다. 
오존층은 자외선을 흡수한다. 오존층이 없어지면 피부암, 백내장 등을 유발하는 유해한 자외선이 지구 표면에 닿게 되어 지구에 해롭다. 또 해양 플랑크톤 개체 수를 줄여 해양 생태계를 파괴한다.